# Lucas Ngonda
Lucas Benghy Ngonda é um sociólogo e político angolano, ex-deputado na Assembleia Nacional de Angola pela Frente Nacional de Libertação de Angola (FNLA).
Nasceu em 7 de Abril de 1940, em Sanza Pombo, na província do Uíge. Seu pai, Ka Mbengui Ngonda, foi militante fundador da UPA/FNLA. Lucas Ngonda juntou-se à FNLA em 1967, aos 27 anos. É professor do Departamento de Ciências Sociais da Universidade Agostinho Neto.
Liderou uma das duas facções da FNLA desde o surgimento da divisão em fevereiro de 1999. Anteriormente, ele actuou como porta-voz da FNLA.
Foi eleito presidente da FNLA no II e III Congressos ordináriod do partido, realizados em 1999 e  de 20 a 22 de dezembro de 2010, derrotando João Miguel Damião, Carlinhos Zassala e Fernando Pedro Gomesdo grupo de Ngola Kabangu. Estes não contestaram os resultados reconhecidos judicialmente pelo Tribunal Constitucional.
As disputas com Kabangu somente terminaram após a eleição de Nimi A Simbi como presidente do partido em 2021.